# فونتانه ۸۶۶۷
سیارک ۸۶۶۷ (به انگلیسی: 8667 Fontane، نامگذاری:1991GH10) هشت هزار و ششصد و شصت و هفتمین سیارک کشف شده‌است که در ۹ آوریل ۱۹۹۱ کشف شد.
قدر مطلق سیارک برابر ۱۴٫۳۰ است.